# Чорноморсько-Дунайське пароплавство
Чорноморсько-Дунайське пароплавство — пароплавне державне товариство, що здійснювало перевезення пасажирів та вантажів між Одесою і дунайськими портами. Засноване 1886 на базі Російсько-Дунайського пароплавного товариства.
Російсько-Дунайське пароплавне товариство було засноване князем Ю.Гагаріним 1881, судна його курсували між Одесою та Ізмаїлом. 1883, для розвитку російського пароплавства на Дунаї, кн. Ю.Гагаріну були надані пільги на 10 років із зобов'язанням налагодити регулярне сполучення між Одесою і Систовим (нині м. Свіштов, Болгарія). Через нестачу коштів пароплавний рух на цій лінії так і не відбувся.
Здійснити це вдалося Ч.-Д.п. Його відкриття було викликане як політичними мотивами, так і бажанням уряду встановити більш тісні економічні відносини з Болгарією та Румунією. Пароплавство мало на час заснування 6 пароплавів з невеликою водотоннажністю. Воно перевозило до Систова канати, шкіру, вовну, прості сукна, полотно та пасажирів. На Дунаї
Ч.-Д.п. зустріло жорстку конкуренцію з боку австро-угорських і румунських компаній. Не витримавши її, воно швидко припинило
свою діяльність.